# Letizia Saronni
Letizia Saronni (Sesto San Giovanni, 20 agosto 2007) è una ginnasta italiana, membro della Nazionale Italiana di ginnastica artistica femminile.

## Carriera Junior

### 2019: Serie A
Nel 2019 partecipa alle tre tappe di Serie A per il Centro Sport Bollate, in tutte e tre le tappe non compete mai al volteggio.

### 2020: Serie A
Partecipa alla Serie A con le compagne di squadra Erica Amato, Deborah Salmina, Giada Grisetti, Micol Minotti e Emma Grisetti e aiuta la sua squadra a giungere fino alla seconda posizione dietro la Brixia, ma precedendo la Ginnica Giglio di Lara Mori.
Nella seconda tappa di Serie A partecipa sempre con il Centro Sport Bollate, dove grazie a delle buone prestazione riesce a far arrivare la squadra in quarta posizione.
È costretta poi a fermare i propri allenamenti a causa dell'emergenza coronavirus, ma il 4 maggio le viene dato il consenso a riprendere gli allenamenti nella palestra di Bollate insieme alle compagne Micol Minotti e Giada Grisetti, in quanto agoniste di interesse nazionale.
Partecipa alla terza tappa di serie A1 a Napoli con le compagne Erica Amato, Emma Fadda, Giada Grisetti, Micol Minotti e Emma Grisetti e con la sua buona prestazione al corpo libero aiuta la squadra a raggiungere il bronzo.
Per un caso di positività al Covid-19 tra le compagne è costretta a fermarsi di nuovo e a rinunciare alla Final Six e ai Campionati Italiani.

### 2021: Serie A, esordio in nazionale, Campionati Italiani
Partecipa alla prima tappa di serie A ad Ancona con il Centro Sport Bollate e grazie alle sue buone prestazioni alle parallele asimmetriche, trave e corpo libero la squadra raggiunge il sesto posto.
Buone prestazioni anche nella seconda tappa di serie A a Siena e nella terza a Napoli: il Centro Sport Bollate riesce così a qualificarsi per la Final Six.
Partecipa alle semifinale della Final Six con il Centro Sport Bollate, che si qualifica per la finalissima a tre, nella quale conclude il campionato al terzo posto, dietro a Brixia e Ginnastica Civitavecchia.
A novembre partecipa al Torneo internazionale di Combs la Ville, dove vince il bronzo con la squadra, ottiene il sesto posto all around e entra in finale alla trave.
A dicembre partecipa ai Campionati italiani a Civitavecchia ottenendo il secondo posto nell'all around per la categoria junior 2. Il giorno seguente vince l’argento nella finale di specialità alle parallele.

### 2022: Serie A, Jesolo, Campionati Italiani assoluti
A causa di alcuni casi di Covid-19 e influenze la sua squadra rinuncia alla prima tappa di serie A1 ad Ancona. Rientra, ancora in recupero, nella seconda tappa a Torino in cui si classifica all’ottavo posto.
Ad aprile Letizia partecipa alla competizione internazionale “Trofeo Città di Jesolo” e, inserita nella selezione junior SIGOA, contribuisce con i suoi punteggi al bronzo della squadra, dietro a USA e Italia A.
Nella terza tappa di serie A a Napoli grazie a un ottimo all around porta il Centro Sport Bollate al quarto posto. 
La squadra ottiene così anche la qualificazione per la Final Six, nella quale conclude il campionato al quinto posto.
Dopo un’estate di allenamenti e collegiali, a ottobre Letizia, nonostante ancora junior, viene convocata ai campionati italiani assoluti a Napoli. In questa gara, organizzata su tre giorni per preparare la squadra nazionale ai mondiali, chiude il concorso generale con un prestigioso sesto posto e si qualifica per le finali di specialità alle parallele, alla trave e al corpo libero, in cui si difende senza commettere grossi errori.
Poche settimane dopo viene convocata per rappresentare l’Italia nel “Torneo internazionale Combs-la-Ville”, ma a causa di un piccolo risentimento muscolare è costretta a rinunciare alla competizione.